# 斜拉橋
斜張橋（英語：Cable-stayed bridge），又稱斜拉橋，是指一種由一座或多座橋塔與鋼纜組成來拉起橋面的橋樑。斜拉橋主要可分為兩大類型，以鋼纜與主塔連接的方式區分。

## 構造

平行連接型

放射性連接型

- 平行連接型：鋼纜之間，互相接近平行地連接於橋塔的不同的點上。
- 放射性連接型：所有鋼纜都是連接於或繞過塔頂。

斜拉橋可分為單塔斜拉橋、雙塔斜拉橋及多塔斜拉橋。以雙塔最常見，两个桥塔之间的跨距称为斜拉桥的主跨。

## 著名的斜拉橋

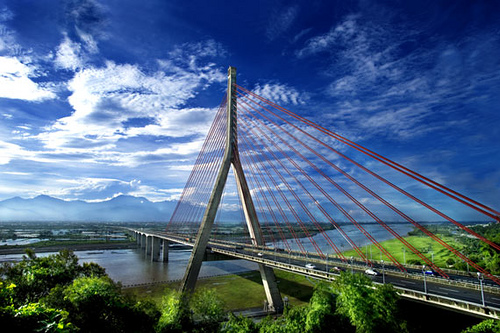
高屏溪斜張橋，臺灣高雄市和屏東縣

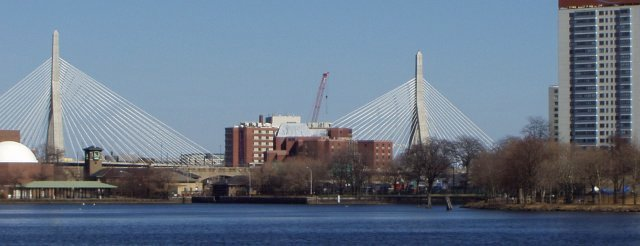
李奧納多·贊金大橋（Leonard P. Zakim Bridge），美國波士頓

參見世界斜拉橋列表和Category:斜拉橋。

### 使用中的斜張橋
- 俄羅斯島大橋：位于俄羅斯海参崴，擁有320.9公尺（1053英尺）的世界第二高橋塔，主跨1104公尺（3622英尺）是世界上主跨最大的斜張橋。
- 蘇通大橋：位於中國江蘇省，橫跨長江連接蘇州與南通。主跨徑達1,088公尺，是世界上跨度第二大的斜張橋。已於2008年5月建成通車。
- 多多羅大橋：位於日本，主跨長890米，連引道全長為1480米。它將本州和四國島連接起來。
- 米约高架橋：位於法國，是目前世界上最高的斜拉橋，橫跨法國南部塔恩河河谷。
- 北盤江大橋：位於中國貴州省六盤水市水城縣都格鎮與雲南省宣威市普立鄉的交界處，是一座跨越尼珠河（可渡河下游）的高速公路斜拉橋。大橋橋面垂直高度達到564米（1,850英尺），超越同市的普立大橋，成為世界上橋面最高的橋樑。
- 汲水門大橋：位於香港，是全球最長的行車鐵路雙用斜拉橋，大橋主跨長430米，連引道全長為750米，它將馬灣和大嶼山連接起來。
- 里翁-安迪里翁大桥：位於希臘。擁有四座橋塔，為世界上第二長的拉索式斜拉橋，橫跨在帕特雷（Patra）附近的科林斯灣（Gulf of Corinth）之上。
- 天空之橋：位於加拿大，是世界上最長的公共交通專用橋，橫跨菲沙河（Fraser R.），連接卑詩省的新西敏市（New Westminster）和素里市（Surrey, BC）。
- 第二代曼港橋：位於加拿大，是世界上最寬闊的長跨距橋樑，橫跨菲沙河連接卑詩省的高貴林和素里。
- 陽光大橋：位於美國，是世界上以斜拉橋作為主跨距的橋樑裡面，長度最長的一座。其斜拉部分的主跨長890米，連引道全長為1480米，加上其他非斜拉設計部分則總長8.85公里，橫跨於佛羅里達州坦帕灣（Tampa Bay）之上。
- 汀九橋：位於香港，是世界上首個三塔式斜拉橋，它將汀九和青衣連接起來。
- 昂船洲大橋：位於香港，於2009年12月20日通車。主跨長1018米，連引道全長為1596米，橫跨藍巴勒海峽，連接青衣島及昂船洲。是世界上跨度第3長的斜拉橋，其橋塔也是全球首次採用不銹鋼加混凝土的混合式結構。
- 杭州灣大橋：位於中國，全長36公里，2008年5月1日通車，是世界上最長的跨海斜拉橋，跨越嘉興市與慈溪市兩地間的杭州灣之上。
- 汕頭礐石大橋：位於中国廣東省汕頭市，全長2,865公尺，1999年2月12日正式通車。
- 高屏溪斜張橋：位於穿越高雄市和屏東縣的福爾摩沙高速公路上，橋長2,617公尺，跨越高屏溪，是聯絡高雄市與屏東縣重要的交通要道，其中橋梁西端採斜拉橋設計橋長510公尺，塔高183.5公尺，相當於61層高樓建築。該橋為國內首座複合式斜拉橋，而且是亞洲最長之非對稱型單橋塔斜拉橋，採單塔非對稱型式設計。橋主跨徑330公尺，側跨徑180公尺，全長510公尺，若以全世界單塔斜拉橋而論，其跨徑長度排名第二，僅次於位在歐洲德國跨越萊茵河之萊茵河橋，2025年12月淡江大橋完工後，將是台灣第二長斜張橋。
- 大港橋：位於高雄市鹽埕區，橫跨於高雄港第三船渠，連結駁二藝術特區與蓬萊商業區，鄰近高雄輕軌駁二大義站，大港橋設計之初，為保持第三船渠內航道暢通，因此採用橋面可轉之設計，是臺灣第一座可旋轉之的行人跨港大橋。
- 鵬灣跨海大橋：位於屏東縣東港鎮大鵬灣，是台灣唯二的開啟橋之一（另一座為大港橋），橋長195公尺，塔身约71公尺高。
- 集鹿大橋：位於台灣，一座橫跨南投縣集集鎮和鹿谷鄉兩地的大橋，此橋由公路局於1996年發包。此橋為單臂懸吊式結構，塔高約為五十八公尺。集鹿大橋的通車後吸引了一波觀光客參觀，大橋車流量激增，其中多數遊客，都是遠道慕名而來，使集鹿大橋成為了集集當地觀光的新景點。
- 新北大橋：位於台灣新北市，是新北環河快速道路沿線橋樑之一，橋長1,075公尺，是聯絡二重疏洪道兩岸及大漢溪兩岸的重要交通要道。主橋由一座134.75公尺高的倒Y式型鋼筋混凝土橋塔及全長400公尺之鋼橋構成，雙向各4車道外加路肩及機車道與人行步道，橋面寬43.4公尺。鋼橋由左右各13對斜張鋼索（共計52根鋼索組成），鋼索以白色外套管保護。橋主跨徑200公尺，側跨徑200公尺，全長400公尺。
- 社子大橋：社子大橋為台灣台北市的一座興建中要跨越基隆河連接士林及社子地區的橋樑，以解決北投士林地區與社子島往返問題。一期工程為跨越基隆河，二期工程為連接跨越淡水河的蘆社大橋，讓社子與新北市蘆洲區連接並貫通兩市。社子大橋跨河段橋長435公尺，全橋總長約630公尺，係國內第一座平衡式斜張橋，主橋寬度38公尺，包含公車專用道、雙向各2線快車道、1線機車道及人行道，並且預留九公尺寬度做為未來社子輕軌興建使用。
- 仁川大橋：位於韓國仁川廣域市，連接松島國際商務區和仁川國際機場。全長21.38公里，在建成时是韓國最長的斜拉橋，也是世界第4長的斜拉橋。
- 南澳跨海大桥：南澳跨海大桥为中国廣東省汕頭市的跨海大橋，大桥東起南澳岛，跨越南中国海，西至汕頭澄海區，全長11.08公里，于2015年通車，为廣東省最長的跨海大橋。
- 新東大橋：位於臺灣苗栗縣苗栗市，全臺第1座對稱斜張全電焊式鋼橋。全長376公尺，於西元1997年11月22日啟用，為苗栗市的地標。
- 滬通長江大橋：滬通長江大橋是一座正在建設的公路與鐵路两用長江大橋，位于中國長江江蘇段，连接南通市（通州區）和蘇州市（張家港市），并於西元2020年7月1日啟用建成。截至目前该橋为擁有世界第二跨度（1092公尺）和第一高度（325公尺）的公路與鐵路两用斜張橋。
- 黃茅海大橋：黄茅海大橋是位於粤港澳大灣區的一座跨海大橋，跨越黃茅海連結江門市與珠海市，全長2200米。於2024年12月11日通車。

### 興建中或規劃中的斜拉橋
- 淡江大橋：淡江大橋是興建中的一座跨河大橋，位於台灣新北市，跨越淡水河連結淡水區與八里區，為西濱快速公路最北段，橋塔約211公尺（約70層樓高）主跨450公尺，全長920公尺，橋面寬44~71公尺完工距高屏溪斜張橋台灣最長斜張橋。1980年代末提出興建計畫，2014年動工，並預計於2025年底完工通車。預計可以舒緩關渡大橋的交通流量，並且帶動淡海新市鎮的開發。

## 外部連結
- Enhancing Science Learning Through Electronic Library-橋樑#斜拉橋 （页面存档备份，存于）
- Structurae: Cable-stayed Bridges （页面存档备份，存于）（英文）
- Cable-Stayed Bridge （页面存档备份，存于）（英文）
- Cable-stayed bridges on Brantacan （页面存档备份，存于）（英文）
- Bridgemeister: Cable-stayed Bridges（英文）
- Cable-Stayed Bridge Basics（英文）